# Штаммгам (Альтеттінг)
Штаммгам (нім. Stammham) — громада в Німеччині, розташована в землі Баварія. Підпорядковується адміністративному округу Верхня Баварія. Входить до складу району Альтеттінг. Складова частина об'єднання громад Марктль.
Площа — 5,67 км2. Населення становить 1056 ос. (станом на 31 грудня 2020).